# Martha Coakley
Martha Coakley (Pittsfield, 14 luglio 1952) è un'avvocata e politica statunitense.
È stata la prima donna a essere nominata Procuratrice generale dello Stato del Massachusetts, in servizio dal 2007 al 2015.
Prima di ricoprire tale ruolo, è stata procuratore distrettuale della contea di Middlesex, nel Massachusetts, dal 1999 al 2007.
Fu candidata democratica alle elezioni speciali del 2010 per il seggio al Senato degli Stati Uniti, che per lungo tempo era stato occupato da Ted Kennedy (e detenuto nel frattempo da Paul G. Kirk). Coakley ebbe il 47%  delle preferenze e fu sconfitta dal repubblicano Scott Brown che ottenne il 52% dei voti. Nel 2010 fu rieletta procuratore generale e, quattro anni dopo, fu candidata dai Democratici alla carica di governatore, vinta dal repubblicano Charlie Baker.

## Biografia
Martha Coakley nacque da Edward J. Coakley e Phyllis E. Coakley. Il padre era un piccolo imprenditore, veterano della seconda guerra mondiale e della guerra di Corea, mentre la madre era una casalinga. Quando Coakley aveva un anno, la famiglia si trasferì a North Adams, dove la figlia frequentò la St. Joseph's School e la Drury High School, completando la formazione superiore nel 1971.
Nel 1975 si laureò con lode al Williams College e, quattro anni pi tardi, conseguì lo Juris Doctor presso la scuola forense dell'Università di Boston. Nell'estate del 1978, ancora studentessa di giurisprudenza, trovò impiego nello studio legale Donovan e O'Connor, nella città di Adams, nel Massachusetts. Conclusi gli studi, iniziò a lavorare come collaboratrice associata dello studio legale Parker, Coulter, Daley & White e successivamente si esercitò presso Goodwin Procter, entrambi a Boston.
Nel 1986 divenne assistente procuratore distrettuale presso l'ufficio del tribunale distrettuale di Lowell, nel Massachusetts. Un anno dopo, fu chiamata dal Dipartimento di Giustizia a unirsi alla task force per la lotta al crimine organizzato, in qualità di avvocato speciale. Nel 1989 riprese il suo ruolo nell'ufficio del procuratore distrettuale e, due anni più tardi, fu nominata capo dell'Unità di perseguimento degli abusi su minori.
Nel 1997, mentre prestava servizio nella contea di Middlesex, il procuratore distrettuale Tom Reilly insieme a Martha Coakley e Gerry Leone rappresentarono la pubblica accusa contro la diciannovenne inglese Louise Woodward, condannata per la tremenda morte di Matthew Eappen, ucciso al'età di otto mesi a Newton, nel Massachusetts.
Nel 1997, si tenne un'elezione speciale per il sedicesimo distretto del Suffolk di Boston in sostituzione di James T. Brett, che si stava dimettendo. Alla competizione parteciparono cinque candidati, tutti residenti nel quartiere di Ward 16, tra i quali "un'assistente riflessiva, ma sconosciuta, di nome Martha Coakley", che fu sconfitta da Marty Walsh, ricevendo l'11,7% dei voti.

## Procuratore distrettuale
A dicembre del 1997, rassegnò le dimissioni per sostenere la campagna referendaria del candidato procuratore distrettuale nella contea di Middlesex.
Nel 2001, Coakley fece pressioni con successo sulla governatrice Jane Swift, perché non concedesse provvedimenti di clemenza a Gerald Amirault, condannato per abusi su un bambino di 4 anni nella Fells Acres Day School di Malden. La madre e la sorella del minore, accusate da Amirault, erano già state rilasciate dalla custodia cautelare. Il Parole Board del Massachusetts aveva approvato all'unanimità la domanda di clemenza. Secondo Dorothy Rabinowitz, membro del comitato editoriale del Wall Street Journal, non sarebbero esistite prove certe e che il perseguimento del caso da parte della Coakley sarebbe stato un esempio discutibile di abuso della funzione giurisdizionale.
Nel 2005, aspre polemiche emersero in merito alla conduzione dell'azione penale del procuratore del distretto in un caso di abuso sessuale su una ragazza di 23 mesi. Coakley, che supervisionava la giuria popolare, non accusò immediatamente Keith Winfield, un ufficiale di polizia di Somerville. Winfiel fu incriminato solamente il 1º agosto 2006, quando fu paventata la minaccia di una denuncia penale da Larry Frisoli, avvocato della madre single della vittima, e candidato repubblicano che correva contro la Coakley per la carica di procuratore generale.  Martha Coakley chiese che fosse rilasciato senza cauzione in contanti. Il procuratore generale, che le succedette, ottenne la condanna di Winfield a due ergastoli. La Coakley in seguito giustificò la propria condotta, sostenendo di aver agito in modo appropriato e in base alle prove disponibili al momento.
Nel 2012, il produttore cinematografico Steve Audette stava realizzando un documentario sull'incriminazione, la condanna di Winfield e la sua continua proclamazione di innocenza. A marzo del 2013, fu negato ad Audette l'accesso agli atti processuali.

## Procuratore generale

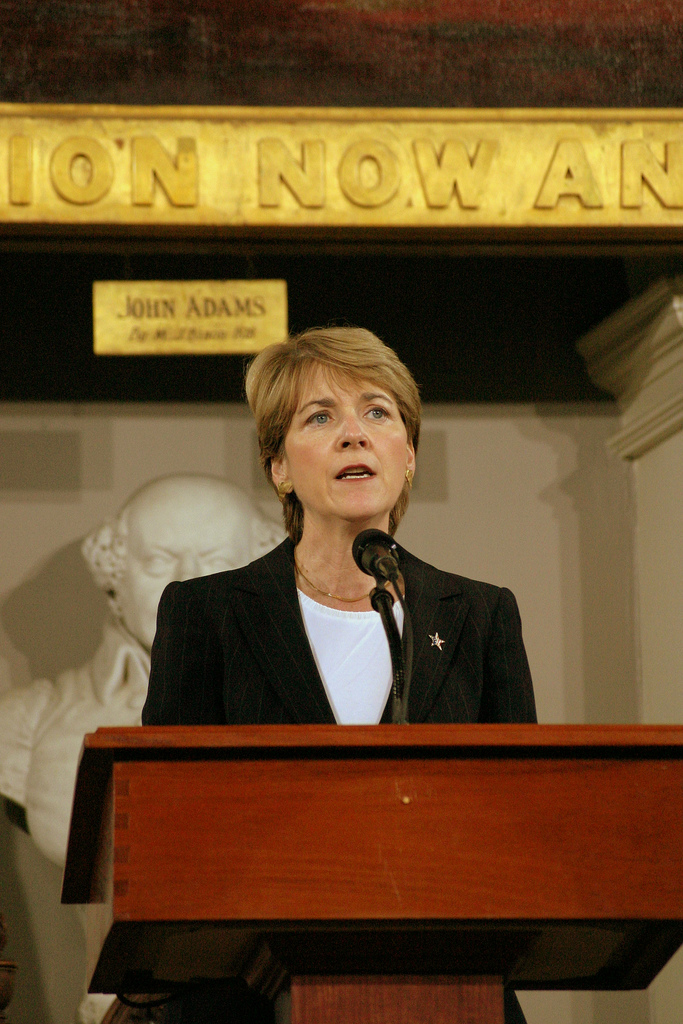
Discorso di Martha Coakley alla Faneuil Hall nel 2007

Alle elezioni politiche del 2006, Martha Coakley fu eletta procuratore generale col Partito Democratico, sconfiggendo il repubblicano Larry Frisoli con il 73% dei voti. Il 17 gennaio 2007 a prestato giuramento, prima donna a servire come procuratore generale nel Massachusetts.
Quand a gennaio del 2007 centinaia di agenti di Boston scambiarono per ordigno esplosivo improvvisato i cartelloni pubblicitari della serie animata Aqua Teen Hunger Force, la Coakley difese l'operato dei servizi di emergenza della città, il blocco del traffico di due ponti stradali e l'interdizione al traffico marittimo sui fiume Charles. Affermò che i cartelli illuminati a LED avevano "un aspetto molto sinistro, avevano una batteria dietro e fili".
I due colpevoli dello scherzo si scusarono pubblicamente e furono assegnati ai servizi sociali della comunità.
A maggio del 2007, sostenne l'approvazione di una legge nazionale per la creazione di una "zona cuscinetto" di sicurezza lunga 35 piedi attorno agli ingressi e ai vialetti delle strutture sanitarie nelle quali si praticava l'aborto. La legge fu firmata dal governatore Deval Patrick ed entrò in vigore il 13 novembre 2007, ma, a seguito del ricorso degli oppositori, fu successivamente ribaltata da una decisione unanime della Corte Suprema. che la considerò in contrasto col Primo Emendamento.
Il mese successivo, pubblicò una Guida al credito al consumo e attivò numero verde per aiutare le persone in difficoltà finanziarie, oggetto di azioni esecutive da parte dei creditori.
A settembre del 2008, avviò una collaborazione con la Apple Inc. e la National Federation of the Blind per far riprogettare il software iTunes secondo una modalità operativa conforme alle prescrizioni tecniche del Federal Americans with Disabilities Act e del Massachusetts Equal Rights Act.
A novembre del 2008, discusse senza vincere il caso Melendez-Diaz v. Massachusetts davanti alla Corte suprema degli Stati Uniti.
Il 5 febbraio 2009, fu a capo di una coalizione di 18 Stati, di cui erano parte anche l'avvocato generale dello Stato di New York e il responsabile dell'ufficio legale di Baltimora, sollecitando l'Agenzia per la protezione dell'ambiente ad attivarsi in risposta alla sentenza della Corte Suprema del 2007 nel caso Massachusetts vs EPA. Sebbene la Corte suprema avesse stabilito che l'EPA aveva l'autorità di regolamentare le emissioni di gas impattanti sull'effetto serra ai sensi del Clean air Act, l'Agenzia non aveva ancora assunto una decisione ufficiale in merito alla pericolosità per la salute o per il benessere pubblico di tali emissioni.
Come procuratore generale, nel 2007 ereditò dal uscente Tom Reilly il contenzioso per il crollo di un blocco da 24 tonnellate di cemento armato dal soffitto del Big Dig sul tunnel stradale Fort Point Channel. Il 26 marzo 2009, gli otto procedimenti legali relativi all'incidente si conclusero col recupero di 610,625 milioni di dollari a favore del Commonwealth del Massachusetts.
Sempre nel 2009, rifiutò di avviare un procedimento penale nei confronti di un collaboratore di Thomas Menino, sindaco di Boston, per la presunta violazione delle leggi sulla distruzione dei registri di posta elettronica pubblici, definendo la richiesta come viziata da un fine politico.
L'8 luglio 2009, il Massachusetts fu il primo Stato a sollevare la questione di costituzionalità avverso il Defense of Marriage Act. L'istanza, predisposta dalla Coakley, affermava che il Congresso aveva "valicato la sua autorità, minato gli sforzi degli Stati di riconoscere i matrimoni tra coppie dello stesso sesso e codificato un'ostilità rispetto alle persone gay e lesbiche".
Sul finire dell'anno, vinse risarcimenti compensativi per 60 milioni di dollari da Goldman Sachs, per gli abusi comessi durante la crisi dei prestiti e dei mutui subprime.
Nel 2010, contribuì alla stesura di una legge del Massachusetts che regolava le oscenità su Internet. Un giudice federale annullò la legge, a seguito del ricorso presentato da una coalizione di librai e titolari di siti Web, che la ritenevano incostituzionale poiché avrebbe reso penalmente perseguibile qualsiasi gestore di un sito Web contenente nudità o materiale sessuale, non riuscendo a discriminare fra contenuti osceni e siti web aperti, ad esempio di contenuti artistici o medici, come accade in siti che forniscono informazioni sulla gravidanza o promuovono il controllo delle nascite. Il giudice federale Rya W. Zobel affermò che i querelanti avevano dimostrato "senza dubbio che la legge aveva violato il primo emendamento, infrangendo o inibendo la [il diritto alla] libertà di parola".

## Campagne elettorali
Alle elezioni del 1997 per i rappresentanti dello Stato del Massachusetts risultò terza col 12% dei voti in gara contro il futuro sindaco di Boston Marty Walsh che ebbe il 33% delle preferenze, l'attivista di quartiere Charles Tevnan (16%) e Edward Regal (10%).
Nel 1998, vinse col 48% dei voti le primarie democratiche contro Michael A. Sullivan (28%) e Timothy Flaherty (25%), cui seguì la vittoria col 71% delle preferenze contro il repubblicano Lee Johnson, durante le elezioni del procuratore generale.
Nel 2002 non si presentò né alle elezioni primarie né a quelle generali per la carica di procuratore distrettuale. Quattro anni più tardi, fu eletta procuratore generale, ottenendo il 73% dei voti contro il candidato repubblicano Larry Frisoli.

### Per il Senato degli Stati Uniti nel 2010
Il 1º settembre 2009, Coakley fu la prima a candidarsi all'elezione speciale per il Senato degli Stati Uniti del successore del defunto Edward M. Kennedy. Due giorni dopo, annunciò ufficialmente la sua candidatura dal proprio sito web. Vinte le primarie del Partito Democratico l'8 dicembre 2009, i suoi avversari politici divennero il repubblicano Scott Brown e il libertario Joseph L. Kennedy.
Sostenuta dal The Boston Globe il 14 gennaio 2010, nel suo ultimo dibattito televisivo, svoltosi tre giorni prima nella sede di Boston dell'Università del Massachusetts, quando le fu chiesto delle prospettive di vittoria in Afghanistan, dichiarò: 
(Martha Coakley, Università del Massachusetts, Boston, 11 gennaio 2010)
Questa dichiarazione suscitò le critiche di Scott Brown e dei suoi sostenitori, tra i quali Rudy Giuliani.

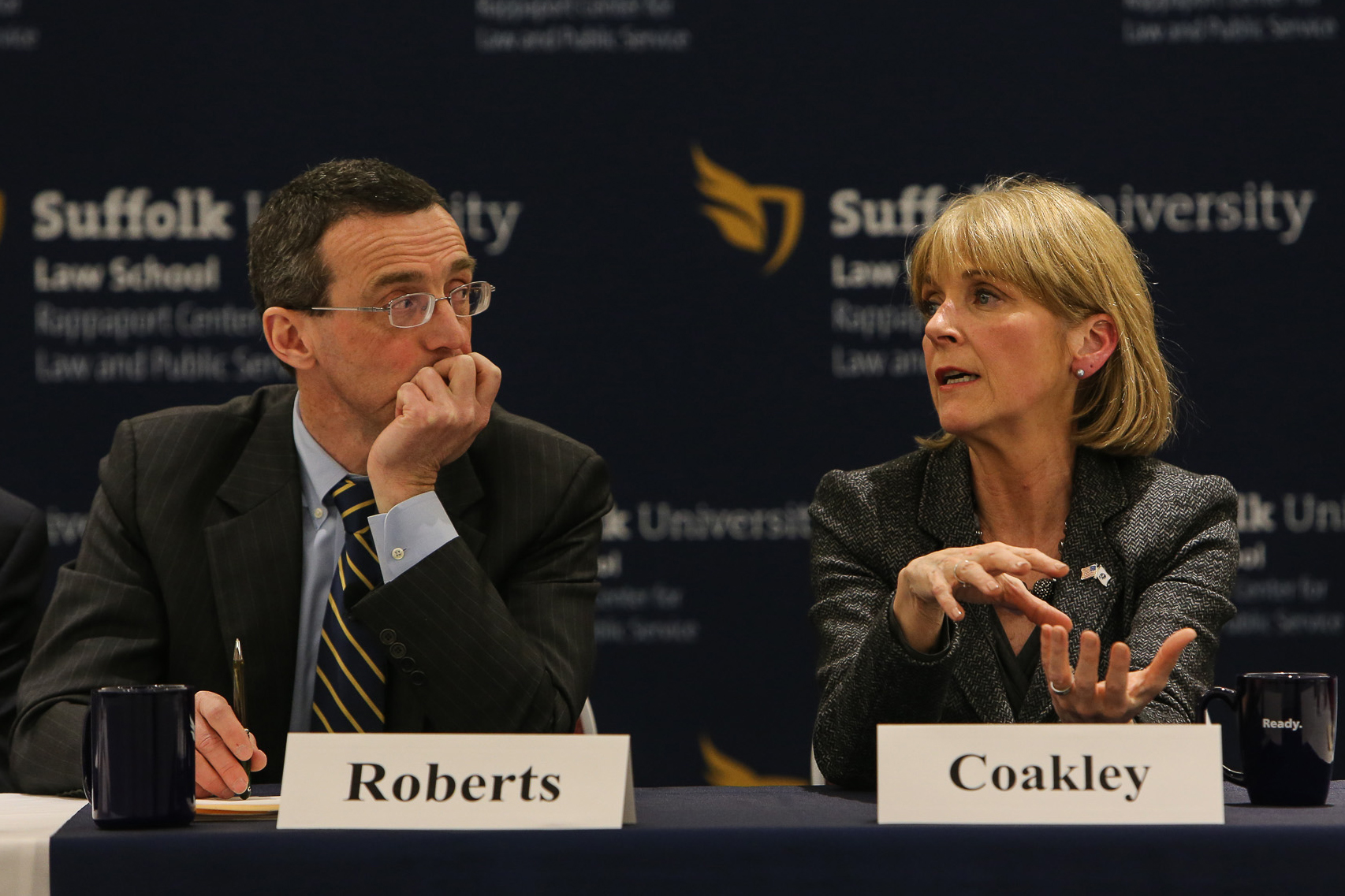
Martha Coakley partecipa l'11 febbraio 2014 a una tavola rotonda per i candidati alla carica di governatore, moderata da Alasdair Roberts, professore del Rappaport Center for Law and Public Service.

Un certo numero di gaffe furono commesse durante la campagna. Quando venne criticata per aver lasciato lo Stato per partecipare a una raccolta fondi a Washington invece di presenziare alla campagna elettorale, rispose: "Avrei dovuto rimanere fuori a Fenway Park? A battere i denti dal freddo?" Barack Obama, riflettendo sulla sua presidenza, disse che questo commento era stato un fattore determinante per la sconfitta elettorale della Coakley, nonché di impedimento per l'approvazione del Patient Protection and Affordable Care Act.
Una seconda gaffe fu commessa nei confronti di Curt Schilling, lanciatore di baseball dei Boston Red Sox e sostenitore del rivale Scott Brown, definendolo come "l'ennesimo fan degli Yankees".
Coakley ammise di aver trasmesso un'errata informativa patrimoniale durante la sua corsa al Senato, sostenendo di non avere beni personali, quando in realtà aveva un conto corrente intestato al marito con oltre 200 000 dollari di depositi, oltre a un piano pensionistico individuale (IRA) di circa 12000 $.
Il 19 gennaio 2010, Coakley fu sconfitta da Brown nelle elezioni speciali (52% contro 47%). I voti furono così distribuiti: 1 168 107 voti per Brown, 1 058 682 per Martha Coakley, 22 237 voti per Joseph L. Kennedy.

### Procuratore generale del Massachusetts
Perse le elezioni al Senato, vinse il suo principale sfidante, il candidato repubblicano Jim McKenna, e fu rieletta procuratore generale del Massachusetts per un secondo mandato.

### Candidatura a governatore del Massachusetts
Il 15 settembre 2013, l'emittente WCVB-TV venne a conoscenza dell'intenzione di Martha Coakley di candidarsi per il governatorato del Massachusetts, allo scadere del mandato del democratico Deval Patrick nel 2014. La scadenza per la presentazione ufficiale della candidatura era il lunedì successivo.
Vinta la nomination democratica il 9 settembre 2014, alle elezioni generali del 4 novembre fu sconfitta per una manciata di voti dal repubblicano Charlie Baker, eletto governatore con il supporto mediatico del Boston Globe, lo stesso che quattro anni prima aveva appoggiato Martha Coakley per il Senato federale.
A elezioni concluse, il giornale scrisse che la Coakley era stata "riscattata, anche con una sconfitta", aggiungendo che:
(Boston Globe, 6 novembre 2014)
Lasciata la vita pubblica, dal 2015 all'inizio del 2019, lavorò come avvocato e lobbista per lo studio legale Foley Hoag, con sede a Boston.  Ad aprile del 2019, fu annunciato che era stata assunta a tempo pieno dal produttore di sigarette elettroniche Juul, nell'ambita della gestione degli affari governativi.

## Vita privata
Martha Coakley risiede a Medford. È sposata col vice sovrintendente di polizia Thomas F. O'Connor Jr.